# Champs, Aisne

Champs este o comună în departamentul Aisne din nordul Franței. În 1 ianuarie 2022 avea o populație de 311 de locuitori.